# The Seat Filler
Pour plus de détails, voir Fiche technique et Distribution.
The Seat Filler est un film américain réalisé par Nick Castle, en 2005.

## Synopsis
Au cours d'une soirée, une popstar tombe amoureuse d'un barman apprenti qu'elle prend pour un riche avocat

## Fiche technique
- Titre original : The Seat Filler
- Année : 2004
- Réalisation : Nick Castle
- Scénario : Mark Brown, Duane Martin et Tisha Campbell-Martin
- Direction artistique : S. Quinn
- Costumes : Chasia et Debrae Little
- Photographie : Suki Medencevic
- Maquillage : "Mecca" (makeup artist) et Kanita Petties (key makeup artist)
- Montage : Patrick Kennedy et Julia Wong
- Production : Nia Hill, Sharifa Johka, Duane Martin et D'Angela Steed
  - Production exécutif : Jada Pinkett Smith, Will Smith, Michael LaFetra et Christine Crokos
- Société de production : Seat Filler Productions, Shake Martin Films et Strange Fruit Films
- Société de distribution :  États-Unis The Momentum Experience
- Pays de production :  États-Unis
- Langue originale : anglais
- Format : Couleur – 1,85:1 – Dolby Digital
- Genre : comédie, romance
- Durée : 90 minutes
- Date de sortie : États-Unis : 20 juillet 2005
- Budget : 
  - 8 000 000 $ US (estimation)
- Recette : 
  - États-Unis ~ 10 238 923 $ US (2004)
  - Monde ~ 17 972 898 $ US (2005)

## Distribution
- Duane Martin : Derrick
- Kelly Rowland : Jhnelle
- DeRay Davis : E.J.
- Curtis Armstrong : LaJean
- Cass Asher : Oscar Nominated Actor
- Ryan 'Bosco' Baker : danseur
- Melanie Brown : Sandie
- Christian Copelin : Kenny
- Shemar Moore : Trent
- Eriq La Salle : Alonso Grant (non crédité)